# Histoire de Comines

Blason de Comines (France).

Blason de Comines-Warneton (Belgique).

L'histoire des deux Comines (France, département du Nord) et (Belgique, province de Hainaut) est commune jusqu'aux traités d'Utrecht de 1713 qui confirment l'utilisation du tracé de la Lys (affluent de l'Escaut) comme frontière séparant la ville en deux parties, mettant fin à la seigneurie de Comines. Au nord, Comines, devint propriété de l'archiduché d'Autriche ; au sud, Comines devint propriété du royaume de France.

## Toponymie
Comines apparaît pour la première fois dans les textes en 1096 sous la forme Cumines, puis Comminis en 1138.
Les sources du XIXe siècle proposent de premières études toponymiques supposant que le nom de la ville proviendrait de celui qu'il aurait employé pour exhorter les habitants à venir écouter ses prêches (Comen se traduit venez). Cependant aucun témoignage contemporain de Saint Chrysole ne permet d'authentifier ces faits. 
Toujours selon les historiens du XIXe siècle, lors des raids des Saliens, au milieu du Ve siècle, les cominois auraient barricadé leur village et transformé en castellum. Le Frère André Heynsin l'évoquera en ces mots : Comene, en thyois, en françois Commines, estoit dict des anciens castellum Comminii, et en cet endroict de la rivière la Lys, fut basti un chastel par un général Romain nommé Comminus ou Comnius.
Cependant, ces hypothèses sont contredites par les études linguistiques ultérieures sur le belge parlé dans la région et sur la cohérence linguistique entre les différents toponymes du bassin occupé par les Nerviens et le Ménapiens. Le toponyme de Comines remonte à Comminas (pluriel gallo-roman), lié à un homme nommé Comminios. L'hypothèse d'un lien avec Commios, roi atrébate du Ier siècle av. J.-C., est avancée. Dans cette analyse, Comines signifierait : « la collectivité des gens appartenant à Cominios ».

## Origine
Selon les sources du XIXe siècle, le territoire cominois est habité par les Nerviens. Cependant, les recherches modernes et les recherches archéologiques dans le bassin de la Lys dévoilent qu'elle constitue une frontière entre les Ménapiens et les Nerviens et une importante zone d'échanges commerciaux comme en témoignent les vases retrouvés. Les différents sites gallo-romains témoignent d'une occupation sur les deux rives.
On doit aux hagiographes la légende de la fondation de Comines la plus répandue, en lien avec Saint Chrysole qui aurait prêché l'Évangile dans la vallée de la Lys et fondé une communauté chrétienne à Comines au IIIe siècle. Cette légende est inscrite dans le marbre de l'église St-Chrysole de Comines (Belgique). Si la vita de Saint Chrysole dit vrai, il serait mort en 303 à Comines. La localité aurait été bien structurée au début du IVe siècle, mais aucune trace ne confirme cela. Le texte remonterait aux XIIe et XIIIe siècles.
L'idée selon laquelle la ville est ravagée par les vikings entre 879 et 883 et qu'un premier Seigneur de Comines est attesté en 990 provient de sources du XIXe siècle et n'est plus retenu par l'historiographie contemporaine où les premières mentions assurées remontent au XIe siècle.

## Moyen Âge

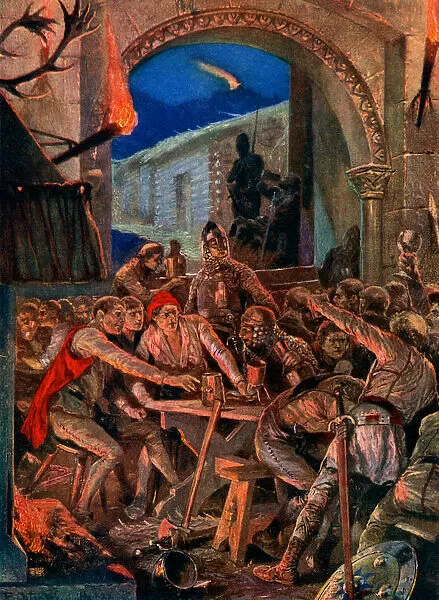
Illustration de Story from the British Nation, Volume I intitulée : Le dernier repas de Robert de Comines et ses hommes à Durham.

Au Moyen Âge, le centre de la ville, l'église et son château se trouvaient au sud de la Lys, côté Français actuel, tandis que le nord était occupé par des habitations et des fermes. Deux ponts traversaient la Lys et la Morte-Lys et étaient protégés au nord par des fortifications. Ces ponts seront fréquemment attaqués dû au positionnement stratégique de la ville. L'industrie textile était florissante au début du Moyen Âge et déclinera progressivement.
Au IXe siècle, les invasions normandes pousse la région à se renforcer et améliorer sa gestion des circonscriptions territoriales. En 988, le comte Baudouin IV de Flandre divise des portions du territoire en fiefs et établit des Seigneuries dont Comines qui couvrait la quasi-totalité des communes actuelles de Comines (Belgique et France), Bas-Warneton, Houthem et Zandvoorde.

### Premiers Seigneurs de Comines
Le nom du premier Seigneur de Comines est encore indéterminé, mais il est à l'origine de l'érection du premier château de Comines. Certains fils et filles sont connus au travers des textes : Alard de Comines (en 1047, il signe comme témoin la charte de l'abbaye de Marchienne), Guillaume de Comines (probable père de Jean Ier de Warneton) et Alix de Comines (épouse un chevalier nommé Georges).
L'histoire retient, de la dynastie de Comines les plus représentatifs tels que Robert de Comines qui accompagne Guillaume le Conquérant en 1066. Burchard de Comines qui devient croisé aux côtés du comte Robert Ier de Flandre en 1095. Bauduin III de Comines qui prend les armes contre les infidèles aux côtés de Philippe d'Alsace en 1190. Son nom figure dans la deuxième salle des Croisades du château de Versailles. Il combattit en 1214 l'armée du roi de France lors de la bataille de Bouvines. Son fils, Jean de Comines, devient le premier comte-évêque du Puy.
De par sa situation géographique, le passage par Comines est stratégique et son positionnement entre deux Flandres (de part et d'autre de la Lys) en fait une cible durant les conflits qui opposeront le comté de Flandre et la France. En 1297, les armées de Philippe IV le Bel pillent et massacrent les habitants, la ville est en ruine. Lors de l'annexion du comté de Flandre à la France, la Flandre wallonne incluant la partie sud de Comines se détache de ce dernier pour intégrer la châtellenie de Lille et la partie nord rejoint la châtellenie d'Ypres.. En 1382, lors de la guerre entre Louis II de Flandre et Philippe van Artevelde, Comines se trouve sur la route de la révolte des chaperons blancs. Le passage de Comines où s'illustre Jean II Le Meingre provoquera la dévastation de la ville.

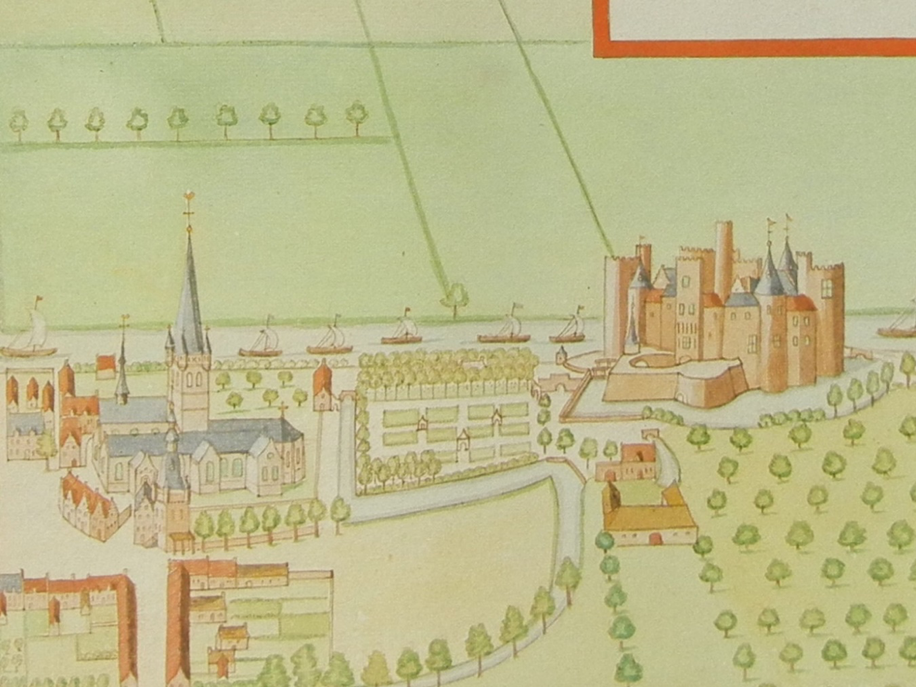
Dessin du château de Comines par Sanderus, 1640

Après cette date, le territoire deviendra bourguignon et la famille de la Clyte obtient la Seigneurie. Colard II de la Clyte (décédé en 1404) fait rebâtir le château dès 1385. La ville, dévastée par l'incendie de 1382, fait face à un flux migratoire en provenance d'Ypres dont les faubourgs ont été incendiés par le siège anglais de 1383. Pour la plupart drapiers, cette abondante main-d’œuvre relance l'activité textile locale.
Malheureusement, les conflits perdurent comme ce fut le cas sous Jean de La Clyte (décédé en 1443) et ne permettent à la ville de retrouver son activité économique que de manière épisodique. Jean fut membre fondateur de l'ordre de la Toison d'or et participera notamment à la bataille d'Azincourt. Son tombeau sera découvert dans les décombres de l'Église Saint-Chrysole de Comines (France) lors de la reconstruction qui suivit la première guerre mondiale.
Son fils, Jean II (décédé en 1475), prendra sa succession et instaurera une Franche Foire en 1456 avec l'accord de Charles le Téméraire avec qui il entretient de bonnes relations. Cette foire instaurera une tradition qui se perpétue encore aujourd'hui, le Jet de Louches. C'est également Jean II qui fut le tuteur de son cousin orphelin, Philippe de Commynes, qu'il élèvera au château de Comines. Il profitera d'une période de paix pour effectuer des recensements administratifs et inventaires fiscaux. En 1469, la ville comptait au moins 1500 habitants. Il s'agit du premier dénombrement préservé pour la Seigneurie de Comines.

#### Fiefs légués
Dès le XIIe siècle, des fiefs cédés à d'autres seigneuries subdivise le territoire initial de la seigneurie cominoise, ponctué de quelques exclaves seigneuriales, comme c'est le cas du fief de Ten-Brielen appartenant à la seigneurie d'Oosthove. La seigneurie Ghemeene détenait des terres foncières située entre l'actuelle rue du commerce et rue du triangle, et avait des liens avec l'abbaye de Messines et la seigneurie d'Oosthove. Une autre seigneurie du nom de Gookshoek se partageait également des fiefs entre Comines, Wervik et Messines. Le lieu-dit du Godshuis (prononcé Gotus) dérive du nom de cette seigneurie, bien que ces territoires dépende en réalité de la seigneurie de Schoonveelde. Ces donations surviennent essentiellement sur la rive nord de la Lys (l'actuel côté belge) et les frontières seigneuriales se stabilisent vers le XIVe siècle jusqu'à la fin de l'Ancien Régime. Cependant, toutes ces seigneuries, comme celle de Comines, dépendaient de la châtellenie de Ypres, bordant la châtellenie de Warneton.

### Essor textile
La ville bourgeoise se développera particulièrement durant les XIe et XIIe siècles grâce à une activité économique prospère. Les relations commerciales avec Ypres introduiront l'industrie drapière qui mobilisa une importante main-d’œuvre. Cette expansion s'accompagna d'une charte d'affranchissement au XIIIe siècle, la mise en place d'un échevinage issu de la bourgeoisie et la création d'une place du marché. En 1196, la ville se dote d'une table des pauvres et d'une charte urbaine en 1297 qui permet la construction d'un beffroi. Ce décor urbain se complète de fondations religieuses comme la Maison du Saint-Esprit, un béguinage par la suite remplacé par un couvent de Sœurs grises. Au XIVe siècle, le conflit commercial qui oppose les drapiers d'Ypres et de Comines depuis le XIIe siècle s'intensifie. En 1367, une ordonnance de Charles V le Sage limite la production textile à XIII quartiers et demi de largeur (soit 33cm), donnant naissance à l'industrie rubanière cominoise.
Bien que cette ordonnance vise à marquer la fin des querelles entre Comines et Ypres, la cession de la ville aux Bourguignons en 1372 change la donne et de nouvelles mesures sont prises en 1373. Les propriétaires peuvent désormais librement accueillir des tisserands yprois. L'immigration des drapiers et l'amélioration de leur statut à Comines vaut aux habitants de Comines le surnom de Trapeniers. Le développement de l'industrie drapière à Comines est documenté au travers de plusieurs chartes dont l'une d'elles, en 1416, désigne Comines comme étant une « ville de draps ».

### La Franche Foire et la Fête historique des Louches
En 1456, Jean II de la Clyte, seigneur de Comines, supplie le duc Philippe le Bon dans une lettre d'accorder une franche foire perpétuelle. Il s'agit d'une foire qui octroie des privilèges et des exemptions de droit. Afin de convaincre le duc, le seigneur avança plusieurs arguments dans sa lettre : les derniers incendies, la déchéance de la draperie cominoise, les charges importantes sur les habitants dans ce contexte, la foire serait favorablement placée pour attirer les marchands. Philippe le Bon accéda à la demande et indiqua que la foire devait débuter tous les 1er octobre. Elle n'obtint pas le succès espéré et la date fut adaptée plusieurs fois. En 1535, Georges d'Halluin obtint de Charles Quint la date définitive : le 9 octobre. Instaurée trop tardivement, cette foire ne jouera jamais un grand rôle économique. Elle est toutefois l'origine de l'actuelle Fête des Louches, citée pour la première fois en 1733, et de sa légende.

## Sous les Habsbourg (1477 à 1598)

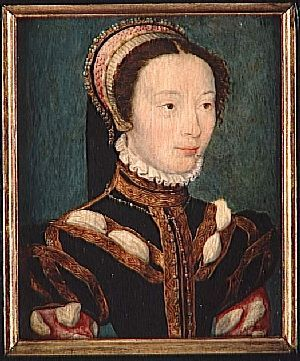
Portrait de Jeanne d'Halluin - Corneille de Lyon, XVe siècle, Musée de l'Histoire de France.

Unique héritière, Jeanne de La Clyte, fille de Jean II, devient dame de Comines. Veuve de Jean d'Halluin, elle était gouvernante de la duchesse Marie de Bourgogne et de ses enfants, Marguerite d'Autriche (1480-1530) et Philippe Ier le Beau. Elle renforce les positions cominoises qui résisteront aux incursions françaises, et laisse la gestion de Comines à un baillis jusqu'en 1503 avant de décéder en 1512. Son fils, Georges d'Halluin (décédé en 1536), lui succéda à 42 ans, au sommet d'une carrière écoulée au service de Philippe le Beau (en tant qu'écuyer puis premier échanson) et Charles Quint (en tant que chambellan et conseiller). Dès 1512, il prend des ordonnances en faveur de la draperie afin de soutenir leur essor. En 1514, il appelle à la direction de l'école de la ville le grammairien Jean Despautère. Il améliore également le bassin de navigation de la Lys. Par fait de mariages, la seigneurie passe aux mains de la maison de Croÿ via Philippe III de Croÿ. Ils n'occuperont pas le château de Comines.
Durant cette période, les guerres de religion ont provoqué des troubles, notamment la révolte des Gueux dont les troupes saccagèrent les différentes chapelles. Philippe de Croÿ fit détruire le temple que les gueux avaient édifié et y éleva trois potences en représailles. Un autre fait se produisit en novembre 1579 lorsqu'un détachement des Malcontents s'opposa aux forces protestantes de La Noue Bras-de-Fer qui assiégeaient le château de Comines. Ils incendièrent la ville avant de battre en retraite, détruisant l'église, le beffroi, l'hôpital, le couvent, les moulins et les écuries du château. Cela contribua au déclin de la draperie que les toiles commençaient à remplacer.

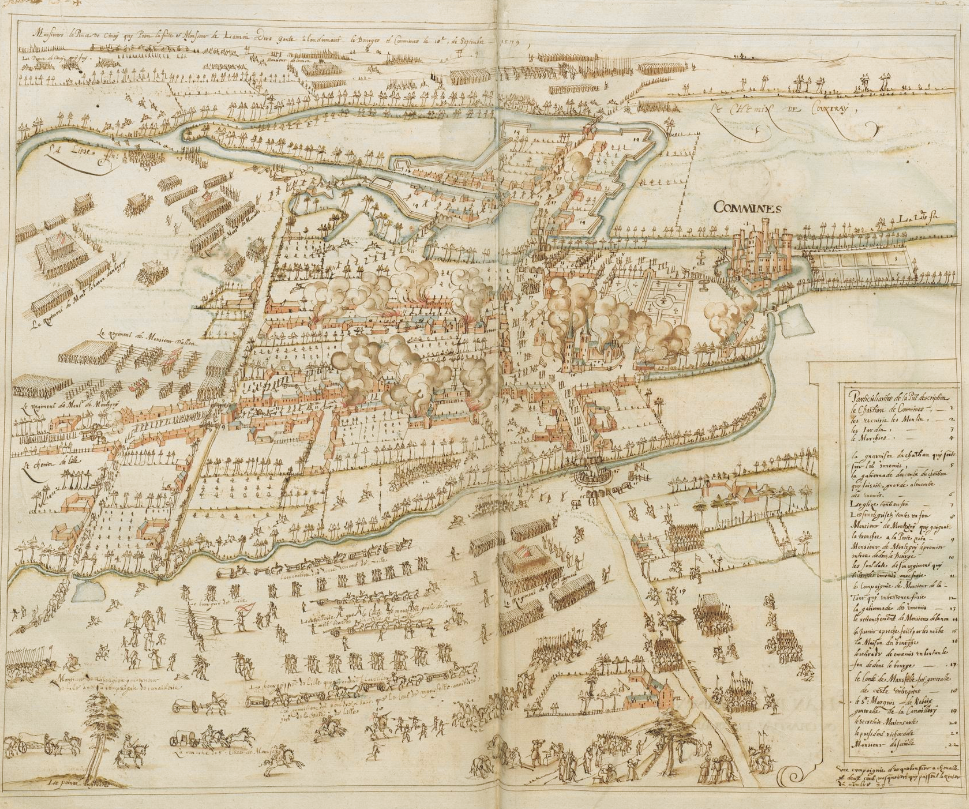
Carte de la ville de Comines à la fin de l'année 1579 durant la bataille du détachement des Malcontents, Pierre Lepoivre, 1/01/1579.

## Disputé jusqu'auxtraités d'Utrecht(1598 à 1713)

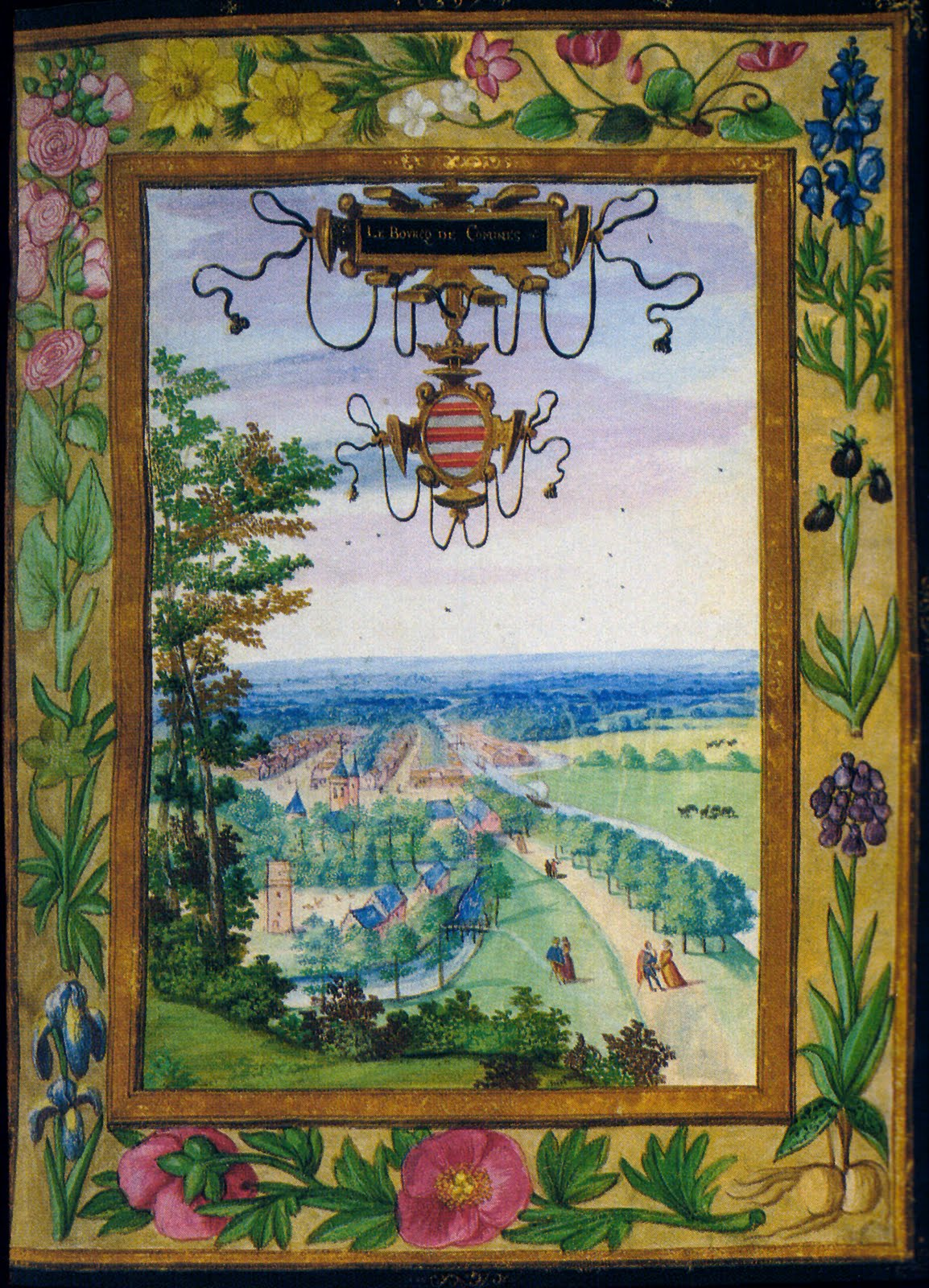
Portrait du bourg de Comines en 1598

De 1598 à 1633, la souveraineté de l'Autriche pacifie le territoire et permet à Comines de se relever d'un état de ruine. Charles III de Croÿ prévoit, dès 1590, un plan de reconstruction en ordonnant qu'un cadastre, des plans, vues et portraits de la cité soient effectués. Il fait reconstruire le château, l'église, les infrastructures, les chapelles de l'hôpital et des sœurs grises, les ponts, les moulins. Il ne pourra pas constater l'achèvement de sa reconstruction, en 1623, puisqu'il décède en 1612. Un couvent des récollets sera construit en 1628.

### Succession de conflits et conflits de succession
Malheureusement, les ambitions de Louis XIV ramènent la guerre à Comines qui devient un objectif du plan des armées du Roi. En 1645, le château de Comines est capturé, puis rendu à l'Espagne par le traité de Westphalie. De même, en 1658, Henri de La Tour d'Auvergne reprend le château lors de la bataille des Dunes qui sera rendu à l'Espagne lors du traité des Pyrénées.

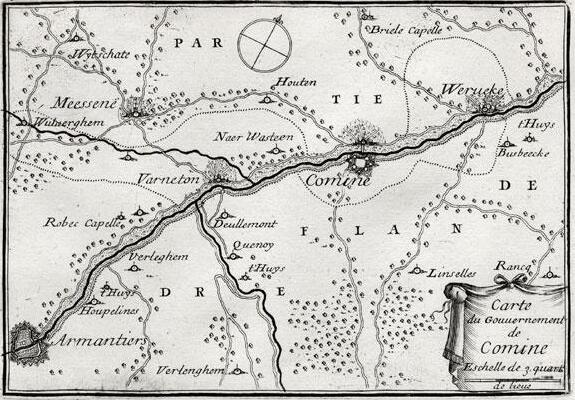
Carte de Gouvernement de Comines, Beaulieu

En 1667, la France l'occupe de nouveau à la suite de la guerre de la Dévolution et en 1668, le traité d'Aix-la-Chapelle reconnaît à la France la possession de la Flandre wallonne, séparant en deux Comines pour la première fois. La Lys, formant frontière, sépare la partie nord, espagnole, de la partie sud, française. Vauban entreprendra un chantier de fortification des places. Le château de Comines est entouré d'ouvrages de défense, bastions étoilés, précédés de glacis. Ces structures ne connaîtront pas la guerre de Hollande puisque le marquis d'Humières, gouverneur de la Flandre, ordonnera la destruction du château en 1674 avant qu'il ne puisse tomber aux mains des Espagnols. Le traité de Nimègue reculera la frontière française, permettant aux deux Comines de refaire une. Lors de la guerre de la Ligue d'Augsbourg, suivant la politique du Pré carré, des retranchements sont construits de Comines à Ypres, ce sont les lignes de Comines ou d'Ypres.
C'est finalement la guerre de Succession d'Espagne qui délimitera définitivement la frontière par le traité d'Utrecht en 1713. La partie au nord de la Lys revient alors aux Pays-Bas autrichiens et devient l'actuelle ville belge de Comines tandis que la partie au sud de la Lys revient à la France et devient ainsi l'actuelle ville française de Comines. Cette frontière cominoise n'évoluera plus jusqu'à aujourd'hui, bien que remise en question lors de conflits ultérieurs. Le lit de la Lys continue de changer, provoquant quelques particularités frontalières.
Bien que la ville soit partagée entre deux États, elles seront régies par le même magistrat siégeant tantôt du côté français, tantôt à l'hôtel du Baron côté autrichien. La Révolution française va sceller le sort en créant deux entités totalement indépendantes sur le plan communal et paroissial. La situation provoque une forte expansion démographique sur la rive nord durant le XIXe siècle.